# Заборонений шлях
«Заборонений шлях» (англ. Forbidden Paths) — американська драма режисера Роберт Торнбі 1917 року.

## Сюжет
Японець закохується в дочку свого американського роботодавця.

## У ролях
- Вівіан Мартін — Мілдред Торнтон
- Сессю Хаякава — Сато
- Том Форман — Гаррі Максвелл
- Кармен Філліпс — Беніта Рамірес
- Джеймс Нілл — Джеймс Торнтон
- Ернест Джой — американський посол
- Пауль Вайгель — Луїс Вальдес